# Łukasz Golus
Łukasz Golus (ur. 20 stycznia 1991) – polski judoka.
Zawodnik GKS Czarni Bytom. Złoty medalista zawodów Pucharu Europy w Bratysławie 2017. Dwukrotny brązowy medalista mistrzostw Polski seniorów (2010 – kat. do 60 kg, 2015 – kat. do 66 kg). Ponadto m.in. młodzieżowy mistrz Polski 2012.